# Giuliano Dati
Giuliano Dati (Firenze, 1445 circa – Roma, 29 dicembre 1523) è stato un vescovo cattolico e poeta italiano.

## Biografia
Nato a Firenze intorno al 1445, fu vescovo di San Leone in Calabria dal 1518 al 1523.
Fu autore di numerose opere in versi, fra cui un adattamento in rima della lettera di Cristoforo Colombo a Gabriele Sánchez, intitolato Lettera delle isole nuovamente trovate (Roma, 1493), e un poemetto dal titolo La gran magnificentia del Prete Gianni (Roma, 1493-1494).
Si spense a Roma il 29 dicembre 1523; la sua salma fu tumulata nella chiesa dei Santi Silvestro e Dorotea.

## Genealogia episcopale
La genealogia episcopale è:
- Cardinale Guillaume d'Estouteville, O.S.B.Clun.
- Papa Sisto IV
- Papa Giulio II
- Cardinale Raffaele Sansone Riario
- Papa Leone X
- Cardinale Lorenzo Pucci
- Vescovo Giuliano Dati

## Opere

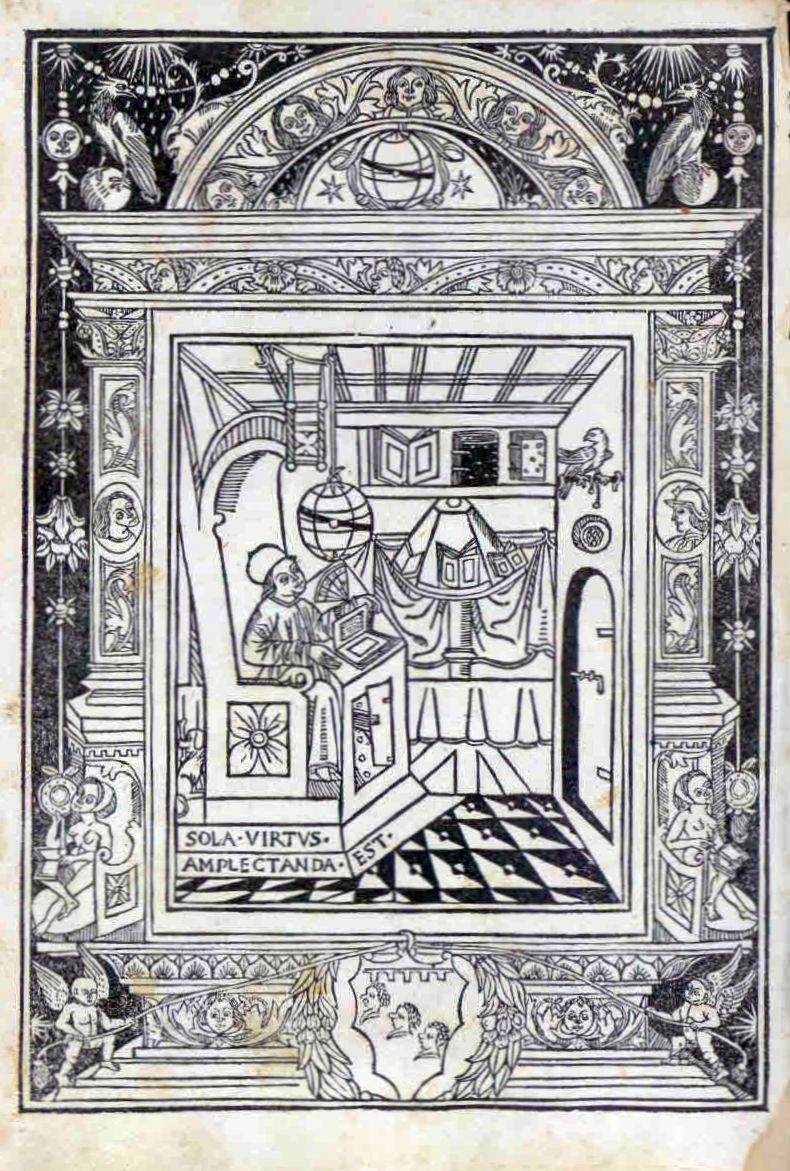
Calculazione delle ecclissi, 1493

- Historia di sancta Maria de Loreto, Roma, 1492.
- Leggenda di san Biagio, Roma, Andreas Freitag, 1492.
- Calculazione delle ecclissi, Roma, Johann Besicken, 1493.
- Aedificatio Romae, Roma, Johann Besicken & Sigmund Mayr, 1494.
- Secondo cantare dell'India, Roma, Johann Besicken & Sigmund Mayr, 1494.
- Trattato di Scipione Africano, Roma, Johann Besicken & Sigmund Mayr, 1494.
- Del diluvio di Roma del 1495, Roma, Eucarius Silber, 1495.
- La magnia lega, Roma, Johann Besicken, 1495.
- Leggenda di santa Barbara, Roma, Johann Besicken & Sigmund Mayr, 1495.
- Stazioni e indulgenze di Roma, Firenze, 1495.
- Storia di santo Iob profeta, Firenze, Lorenzo Morgiani & Johann Petri, 1495.
- Lettera delle isole nuovamente trovate, Firenze, dopo il 1495.
- Trattato di San Giovanni Laterano, Roma, 1499.